# Multiplexer

A multiplexer alapfunkciója: több bemenetet kever egy kimenetre. A vételi oldalon a demultiplexer osztja szét a megfelelő kimenetre a bejövő jelet

A multiplexer (vagy mux vagy ritkán muldex) egy sorrendi hálózatokból felépített speciális logikai eszköz, amely két vagy több bemenő jel közül a címező (vezérlő) jel alapján egyet a kimenetére ad. Egy adott pillanatban igaz ez az állítás, de hosszabb időt tekintve képes a jelek egyesítésére (időeltolással). Az analóg és digitális jelek multiplexálására külön analóg és digitális multiplexer áramkörök szolgálnak.
Egy {\displaystyle 2^{n}} bemenetű multiplexernek {\displaystyle \lceil n\rceil } választóvonala van, melyek a be- és a kimenet összekapcsolására használatosak.

## Működése
A multiplexer nem képes a jeleket egyesíteni, mert a több bemenetből egyet kiválaszt és a kimenetre adja (a kép bal oldalán látható; a képen multiplexálás és demultiplexálás látható). Működési elve korai telefonközpontokhoz hasonlítható, maga a multiplexer a telefonos kisasszonyok voltak. Némely írásokat ezzel a magyarázattal megcáfolhatjuk, ugyanis ha telefonálunk, akkor nem halljuk egyesítve az összes telefonközpontba beérkező beszédet.
A vételi oldalon szükség van egy olyan egységre, amely elvégzi a visszaalakítás műveletét, ez a demultiplexer vagy demux. Ilyen funkciók lehetnek a zajszűrés, jelhelyreállítás stb. A demultiplexáláshoz szükség van ugyanarra a vezérlő jelre, amit a multiplexer is használt. Ez a vezérlő jel mondja meg, hogy melyik be- és kimenetet használja.
Egy példa a multiplexerre a telefonközpont. A telefonközpont a hívót és hívottat összekötve egy időbeli multiplexálást végez. Szintén multiplexer egy műsorszóró műhold.
Gyakran építik egybe a multiplexert és a demultiplexert egy berendezésbe, amit szintén multiplexernek neveznek. Azonban az egybeépített egységen belül mindkét résznek megvan a saját be- és kimenete, mivel egy multiplexált jelet csak egy demultiplexer tud visszaalakítani, két multiplexer hiába van egymással ki- és bemeneten összekötve, a megoldás működésképtelen.
A multiplexereket, működési módjuk alapján a következő típusokba sorolják:
- időosztásos multiplexerek
- frekvenciaosztásos multiplexerek
- hullámhosszosztásos multiplexerek
- kódosztásos multiplexerek

Időosztásos multiplexálás esetén a bemeneti jelek felváltva egyetlen közös kimenetre kapcsolódnak. Ilyen például az ábrán látható mux forgó kapcsolóval történő megvalósítása, vagy egy elektromechanikus telefonközpont.
Frekvenciaosztásos multiplexer a bemeneti jeleket egy időben továbbítja ugyanazon az átviteli úton, azok az elfoglalt frekvencia tartomány alapján különíthetők el egymástól, mint például az analóg kábeltévé rendszer.
Hullámhosszosztásos multiplexer például az optikai átvitel esetében használatos (lényegét tekintve ez is frekvenciaosztás). A frekvenciaosztásos és időosztásos multiplexerek használata a "klasszikus" telefon technikában fejlődött ki, a kód-osztásos multiplexer technikák pedig a digitális átvitel elterjedésével nyertek egyre nagyobb teret (szigorúan véve a kód-osztásos multiplexer is időbeli multiplexálást végez).
Egyértelműen analóg technológiák a frekvencia- és hullámhosszosztásos multiplexálás, míg digitális technológia a kódosztásos multiplexálás. Az időosztásos technológia mindkét csoportba besorolható. Nagyobb rendszerek felépítése érdekében ezeket az elveket egymás mellett egyidejűleg is alkalmazhatják.
Az elektronikus multiplexerek tekinthetők több-bemenetű, egykimenetű, a demultiplexerek pedig egybemenetű, többkimenetű központnak.